# Neomaso

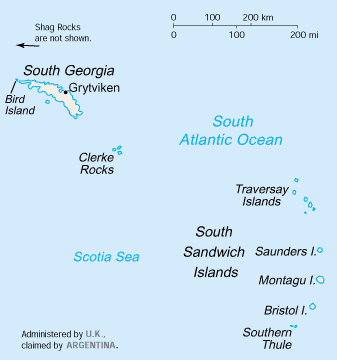
Illes Geòrgies del sud.

Neomaso és un gènere d'aranyes araneomorfes de la subfamília Erigoninae, dins de la  família Linyphiidae.
Fou descrit per primera vegada per Raymond Robert Forster l'any 1970.

## Distribució
Es troba a Sud-amèrica i a les illes antàrtiques i subantàrtiques.

## Llista d'espècies
Según "The World Spider Catalogo 12.0":
- Neomaso abnormis Millidge, 1991
- Neomaso aequabilis Millidge, 1991
- Neomaso angusticeps Millidge, 1985
- Neomaso antarcticus (Hickman, 1939)
- Neomaso articeps Millidge, 1991
- Neomaso arundicola Millidge, 1991
- Neomaso bilobatus (Tullgren, 1901)
- Neomaso claggi Forster, 1970
- Neomaso damocles Miller, 2007
- Neomaso fagicola Millidge, 1985
- Neomaso fluminensis Millidge, 1991
- Neomaso insperatus Millidge, 1991
- Neomaso insulanus Millidge, 1991
- Neomaso minimus Millidge, 1985
- Neomaso parvus Millidge, 1985
- Neomaso patagonicus (Tullgren, 1901)
- Neomaso peltatus Millidge, 1985
- Neomaso pollicatus (Tullgren, 1901)
- Neomaso scutatus Millidge, 1985
- Neomaso setiger Millidge, 1991
- Neomaso vicinus Millidge, 1991